# Аманье Санше
Аманье Санше (фр. Amanieu Sanche; 1-я половина X века) — вероятный предок виконтов де Безом и сеньоров д’Альбре, вероятно сын герцога Гаскони Санша IV Гарсии.

## Биография
В источниках его имя упоминается только однажды — в хартии герцога Гаскони Санша IV Гарсии о передаче Астарака, датированной около 920 года, в которую Аманье подписал вместе с другими сыновьями герцога. Историк Ж. де Журген считает Аманье пятым сыном Санша IV. Неизвестно, какими землями владел Аманье. Согласно реконструкции Жургена Аманье был предком виконтов Безома и сеньоров д’Альбре. Точное расположение Безома не установлено, предполагается, что это владение располагалось в северо-восточной Гаскони и граничило с графством Ажан.

## Брак и дети
Имя жены Аманье неизвестно. Согласно реконструкции Жургена у него было двое сыновей:
- Уцан Аманье (ум. после 978)
- Арно Аманье (ум. после 978)